# الهامرز
 الهامرز أو الهامرز التستري هو قائد ساساني، فقد كان «الهامرز» المرزبان الأعظم لكسرى خسرو أوبرويز أو (خُسرو الثاني) وصاحب مسلحة القطقطانة في البلاد الشاهنشاهية في المدائن. وكان «الهامرز» قائد جيوش كسرى في معركة ذي قار التي حدثت بين الفرس والعرب في عام 609 للميلاد، وهو يوم من أيام العرب في الجاهلية. هو أول يوم انتصف فيه العرب من العجم. ويقال إنه حدث في زمن النبي محمد، وقع فيه القتال بين العرب والفرس في العراق وانتصر فيه العرب.

## قيادته للجيش الفارسي
القائد  الهامرز  كان يقود الف فارس من العجم، ومعه القائد الفارسي البارز جلابزين صاحب مسلحة بارق في الف فارس أيضاً، وخرج أياس الطائي في كتيبتين شهباوين وفي كتيبة دوسر، ومعه خالد بن يزيد البهراني في بهراء واياد، والنعمان بن زرعة التغلبي في تغلب، والنمر بن قاسط، وقيس بن مسعود بن خالد بن ذي الجدين، عامل كسرى على طف سفوان ، وأمر كسرى أن يجتمع الجيش تحت لواء اياس، ووصل الفرس ومعهم الفيول عليها الأساورة ، فلما أقبلت جيوش الفرس ، تسلل قيس بن مسعود إلى معسكر هانى الشيباني من بني شيبان ، ونصحه بأن يوزع على قبيلته أسلحة النعمان بن المنذر يتسلحون بها ثم يردونها اليه، فاستجاب لنصيحته وقسم الدروع والسلاح في ذوي القوى والجلد من قومه ، فلما دنت حشود اياس، خاف هاني الشيباني من الهزيمة، واقترح على قومه النجاة بأنفسهم إلى الفلاة، إذ لاطاقة لهم بجيوش كسرى ومن لاذ به من العرب. وعز على حنظلة بن ثعلبة بن سيار العجيلي أن يفر العرب أمام الفرس، وهب قائماً أمام هاني، وقال: « انما أردت نجلتنا فلم تزد على أن القيتنا في الهلكة »، فرد الناس، وقطع وضن الهوادج حتى لا تستطيع بكر أن تسوق نساء هم إذا هربوا. وضرب على نفسه قبة ببطحاء ذي قار، وآلى على نفسه ألا بتراجع.

## الأشتباك الأول ومقتله
حدث الأشتباك الأول ووقعت الحرب، وبرز « الهامرز »، فتلقاه يزيد بن حرثة اليشكري ، فقتله، وغنم ديباجه وقرطيه وأسورته. وكان الاستظهار في ذلك اليوم للفرس. ولكن الطبري يؤكد أن مقتل « الهامرز التستري » تم في المعركة الأخيرة، وهو الآرجح ، وفي اليوم الثاني جزعت جيوش الفرس من العطش ، فتراجعت إلى الجبايات ، فتبعتهم بكر وعجل ، وأبلت عجل يومئذ بلاءً حسن ، وتدافعت عليهم حشود الفرس وتكاثرت حتى آيقن القوم هلاكهم ، ثم حملت بكر لمؤازرة عجل فرأوا بني عجل يقاتلون في استبسال واحدى نسائهم تقول:
وتقول أيضاً تحث الناس على التفاني :
ازداد عطش الفرس، فمالوا إلى بطحاء « ذي قار »، ويبدوا أن اياد التي ظاهرت الفرس في أول الأمر عدلت عن موقفها من عرب بكر، فعزموا على النضمام سراً إلى بكر لأن المعركة أصبحت معركة مصير العرب جميعاً، لن يقوم للعرب إذا انهزموا بعدها قائمة، فأرسلت اياد إلى بكر تخبرهم بين الانضمام اليهم فوراً أو التظاهر بالحرب مع الفرس حتى إذا تلاقوا في اليوم التالي انخذلوا عنهم، واختار قوم بكر الحل الثاني، وفي اليوم الثالث نصب (يزيد بن حمار السكوني) وكان حليفاً لبني شيبان، كميناً للفرس في موضع من ذي قار يعرف في زمن الطبري باسم (الجب)، واصطفت جيوش الفرس: « اياس بن قبيصه » في القلب، « الهامرز التستري » على ميمنته، « جلابزين » على ميسرته. واصطف العرب على نفس النظام: « هاني الشيباني » في القلب، وعلى ميمنته « يزسد بن مسهر الشيباني »، وعلى ميسرته « حنظله بن ثعلبه العجلي »، وأخذ يحث القوم على القتال والصمود قائلاً:
ويبدوا أن بكر أولت قيادتها إلى « حنظله العجلي » بدلاً من « هاني الشيباني »، فبادر إلى هودج « ماريه » زوجته، فقطع وضينه، فوقعت على الأرض، وأخذ يقطع وضن النساء، وصرخت ابنة القرين الشيبانية تحث رجال قومها على الموت:
فقطع سبعمائة من بني شيبان أيدي أقبيتهم من قبل مناكبهم حتى يسهل عليهم الطعن والضرب وتخف أيديهم بضرب السيوف، وحانت ساعة القتال، فبرز « الهامرز » وصاح ( مرد مرد ) أي إلى البراز رجلاً رجلاً، فبرز اليه برد بن حارثة اليشكري ، وقتله من ساعته.

## مقتل جلابزين
وآثر حنظلة أن يبدأ العرب الهجوم، فحملت ميسرة بكر وعليها حنظلة، على ميمنة الفرس، بعد أن فقد قائدها « الهامرز »، وحملت ميمنة بكر بقيادة يزيد بن بم مسهر، على ميسرة الفرس وعليهم « جلابزين »، وفي الوقت نفسه خرجت كمائن « يزيد بن حمار» فشددت الهجوم على قلب الجيش الفارسي، ونفذت اياد ما اضمرته من خذلان الفرس فولت منهزمة من المعركة، وأحدث ذلك اضطراباً شديداً في جيش الفرس، فانهزموا هزيمة ً نكراء، وكتيبة عجل تطاردهم بين بطحاء ذي قار، حتى بلغ فلول الفرس الراحضة دون أن يسعى وأخذ منهم وراء سلب أو مغنم. وتمكن حنظلة من قتل القائد « جلابزين »، وكسر الفرس على هذا النحو كسرة لم يعرفوها من قبل، وقتل أكثرهم، بما فيهم القائدين الكبيرين: « الهامرز » و« جلابزين » الذين خاضوا حروب كثيرة وعديدة وأنتصروا على الروم وغيرهم.